# 格陵蘭註冊伴侶關係

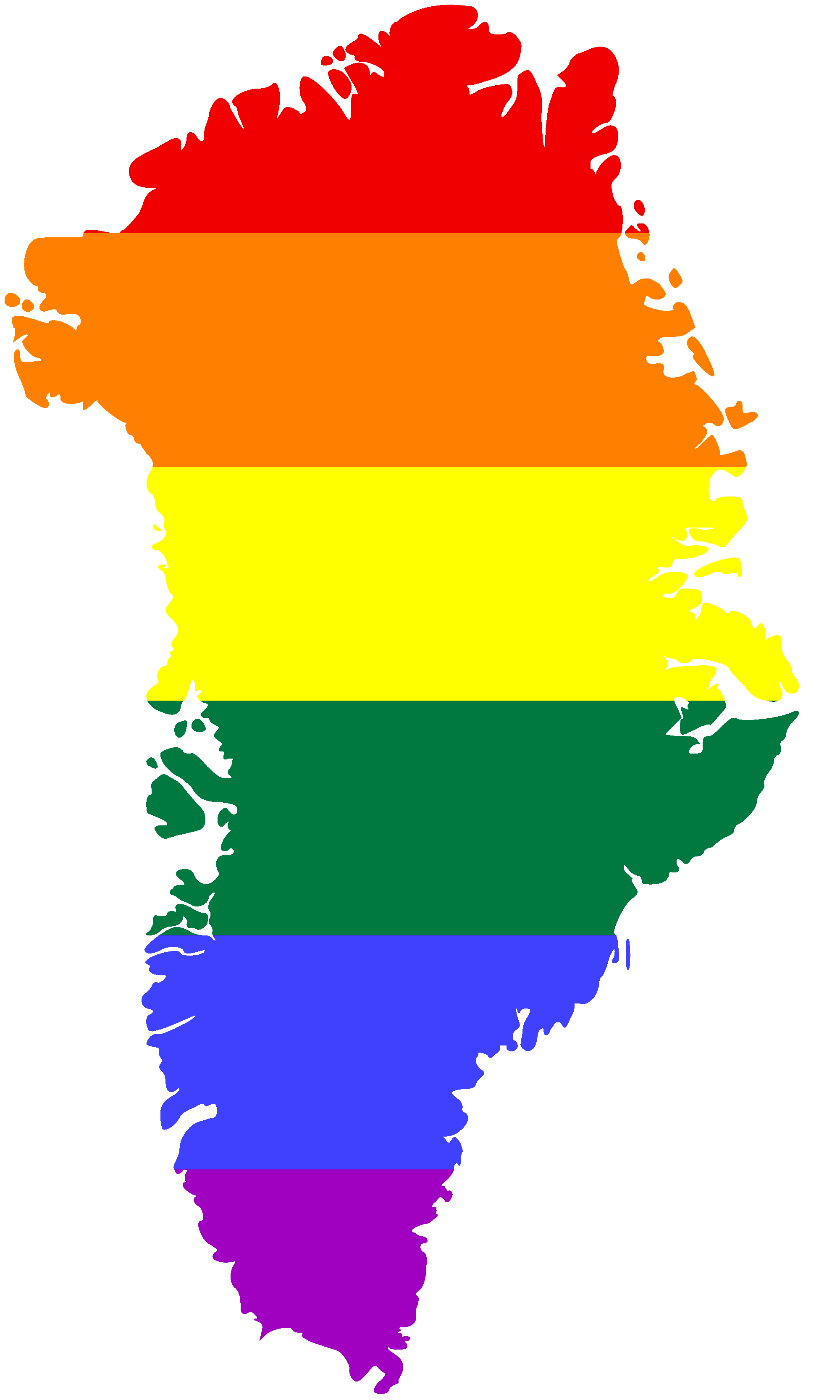
虹色格陵兰

格陵兰同性婚姻已经得到保障。

## 历史
1994年，格陵蘭通過同性伴侶登記註冊法案，允許同性伴侶進行登記，1996年正式生效，只有該國國民才能在格陵蘭註冊。其法案類似丹麥的相關法案。
2015年5月26日格陵蘭議會以27-0的票數一致通過了同性婚姻法案，該法律於2015年10月1日生效。